# Eriocalcite
La eriocalcite è un minerale.